# Magne Lystad
Magne Lystad (* 12. November 1932 in Lundersæter bei Kongsvinger; † 21. Januar 1999 in Oslo) war ein norwegischer Orientierungsläufer.
Lystad wurde 1962 der erste Europameister im Orientierungslauf. Der damals 29 Jahre alte Lystad verwies bei den Titelkämpfen im norwegischen Løten den Schweden Bertil Norman um über fünf Minuten auf den zweiten Platz auf der 16,5 km langen Strecke (Luftlinie). Bereits 1957 und 1959 war Lystad Nordischer Meister geworden und konnte 1961 und 1965 bei diesem Wettbewerb noch zwei Bronzemedaillen gewinnen. Bei den Europameisterschaften 1964 in Le Brassus belegte er im Einzelwettkampf den 16. Platz, konnte aber mit der Staffel zusammen mit Ola Skarholt, Per Kristiansen und dem Schlussläufer Stig Berge die Silbermedaille gewinnen.
1957 wurde Lystad zusammen mit dem Eisschnellläufer Knut Johannesen zum Sportler des Jahres in Norwegen gewählt und gewann die Morgenbladet-Goldmedaille. Lystad, dessen Spitzname skogens konge war, also der „König des Waldes“, lief für den Verein Lundersæter IL.

## Erfolge
Europameisterschaften
- Europameister 1962 im Einzelwettkampf

- Vizeeuropameister 1964 mit der Staffel

Nordische Meisterschaften
- Nordischer Meister 1957 im Einzelwettkampf
- Nordischer Meister 1959 im Einzelwettkampf

- Silbermedaille 1965 mit der Staffel

Norwegische Meisterschaften
- Norwegischer Meister in den Jahren 1954, 1955, 1956, 1957, 1959, 1960 und 1962